# Fred Brown
Pour les articles homonymes, voir Brown et Fred Brown (homonymie).
Fred « Downtown Freddie » Brown (né le 7 août 1948 à Milwaukee, Wisconsin) est un joueur professionnel de basket-ball. Meneur de jeu ayant fait sa carrière universitaire aux Hawkeyes de l'Iowa, il joue 13 saisons (de la saison 1971-1972 à la saison 1983-1984) en NBA, toutes avec les SuperSonics de Seattle. Connu pour son excellent tir extérieur, Brown est sélectionné au NBA All-Star Game 1976 et marqua 14 018 points en carrière.
Brown est capitaine des SuperSonics lors de la saison 1978-1979, année du titre de champion. Souvent placé parmi les joueurs les plus adroits aux lancers-francs, Brown est aussi le meilleur marqueur NBA à trois points lors de la saison 1979-1980 ; la première saison où la ligne à trois points est adoptée par la ligue. Il détient toujours la meilleure marque sur un match de saison régulière des SuperSonics avec 58 points, ainsi que sur un match de playoff avec 45 points (record partagé avec Ray Allen) et le nombre d'interceptions avec 10 (record partagé avec Gus Williams).
Brown est le leader de l'histoire de la franchise des Sonics en termes de :
- Matches joués (963)
- Points inscrits (14 018)
- Paniers inscrits (6 006)
- Lancers-francs inscrits (1 896)

Le numéro 32 de Brown est retiré par les Sonics le 6 novembre 1986.

## Pour approfondir
- Liste des meilleurs marqueurs en NBA en carrière.
- Liste des joueurs de NBA avec 9 interceptions et plus sur un match.